# Youssef Aboul-Kheir
Youssef Aboul-Kheir (Qum-Gharib, 23 de setembro de 1943) é bispo de Sohag.
Youssef Aboul-Kheir foi ordenado sacerdote em 17 de setembro de 1972. 
Em 5 de agosto de 2003, o Sínodo da Igreja Católica Copta o elegeu Bispo de Sohag. O Papa João Paulo II confirmou a nomeação em 9 de agosto do mesmo ano.
A consagração episcopal doou-lhe o Patriarca de Alexandria, cardeal Stephanos II Ghattas CM, em 13 de novembro do mesmo ano; Os co-consagradores foram Morkos Hakim OFM, Bispo de Sohag, Youhanna Golta, Bispo da Cúria em Alexandria, Andraos Salama, Bispo de Gizé, Kyrillos Kamal William Samaan OFM, Bispo de Asyut, Youhannes Ezzat Zakaria Badir, Bispo de Luxor, Makarios Tewfik, Bispo de Ismailliah, Ibrahim Isaac Sidrak, Bispo de Minya, Antonios Aziz Mina, Bispo da Cúria de Alexandria, e Antonios Naguib, Bispo Emérito de Minya.
Em 14 de junho de 2019, aposentou-se e foi sucedido por Basilios Fawzy Al-Dabe.